# Джакишев, Мухтар Еркынович
Мухта́р Еркы́нович Джаки́шев (каз. Мұхтар Еркінұлы Жәкішев, род. 28 июня 1963, Алма-Ата) — казахстанский бизнесмен и бывший глава «Казатомпром».

## Биография
В 1986 окончил Московский инженерно-физический институт. В 1986—1987 годах работал стажёром-преподавателем в Казахском государственном университете.
В 1989 году окончил аспирантуру Московского инженерно-физического института В 1992 году защитил диссертацию на соискание учёной степени кандидата юридических наук. В 1989—1992 годах работал экспертом ГУВД Московского горисполкома.
В 1992—1996 годы — коммерческий директор фирмы «Butya», финансовый директор ОАО «Butya», генеральный директор ТОО «Butya-Impex», президент АО «Butya-Казахстан». Занимал также должности Полномочного представителя СП «Фёст-Альпине-Казахстан» на Карагандинском металлургическом комбинате (1995), президента АО «Зангар» (1996—1997), президента холдинга «Сахарный центр» (1997). В 1997—1998 годы — генеральный директор, президент АО «Алаутрансгаз».
С 8 сентября 1998 по 21 мая 2009 года — президент Национальной атомной компании «Казатомпром» (за исключением периода с октября 2001 по февраль 2002, когда занимал пост заместителя министра энергетики и минеральных ресурсов Республики Казахстан). Одновременно являлся председателем совета директоров ЗАО «НАК „Казатомпром“» (ноябрь 2001 — сентябрь 2002), председателем совета директоров АО «Ульбинский металлургический завод».
Президент республиканской федерации хоккея с мячом (с 2001).

## Уголовное преследование
В марте 2010 года Джакишев был признан виновным по статьям 176 («присвоение или растрата вверенного чужого имущества») и 311 («получение взятки») Уголовного кодекса Республики Казахстан и приговорён к 14 годам лишения свободы с отбыванием наказания в колонии строгого режима и лишением права занимать в течение 7 лет государственные должности.
Во время второго судебного процесса 21 июня 2012 года Сары-Аркинский районный суд № 2 Астаны, признав вину Джакишева в присвоении чужого имущества, мошенничестве, подделке документов и злоупотреблении должностными полномочиями, приговорил его к 10 годам лишения свободы. По совокупности назначенных наказаний (с учётом первого приговора того же суда в 2010 году) окончательный срок определён в 14 лет лишения свободы с запрещением занимать руководящие государственные должности в течение 7 лет и исчислением срока отбывания наказания с 21 мая 2009 года. 
3 марта 2020 году суд удовлетворил ходатайство Джакишева об условно-досрочном освобождении, причиненный ущерб в размере 99,6 млрд тенге так и не был возмещен государству.

## Семья
Происходит из рода казахских чингизидов — торе.
Отец — Еркын Газизович Джакишев (13.XII 1934, Ермак (ныне — Аксу), Павлодарская обл. — 2001), доктор юридических наук, заведующий кафедрой криминалистики юридического факультета Казахского государственного университета.
Мать — Раиса Нургалиевна Джакишева (1938 — 18.09.2018).
Жена (с 5.8.1988) — Жамиля Райкановна Алканова; дети:
- дочь Айгерим (30.01.1989)
- сын Айторе (13.05.1994)
- дочь Айсулу (16.06.1997)
- дочери Айдай и Алтынай (12.06.1999)[1].